# 소소경
소소경(蘇紹卿,쑤샤오칭)(1979년 7월 19일 ~ )은 前 KBO 리그 LG 트윈스의 선수이다.
화교 출신으로 대구광역시에서 태어났다. 중화민국 국적을 갖고 있지만, 대구 옥산초등학교, 성광중학교, 대구고등학교에 재학하며 대한야구협회 등록선수로 활동하면 국내선수에 준하여 신분을 인정받는다는 규칙에 따라 국내 선수처럼 드래프트에 참가하여 프로에 데뷔하였다. 2004년 11월 2일 이원식과 함께 LG 트윈스에 트레이드되었다. LG 측의 트레이드 상대는 내야수 홍현우와 외야수 이용규였다. 그러나 소소경은 LG 트윈스에서 별 활약을 보이지 못해 2006년에 방출되었다. 현재는 대전유천초등학교 야구부의 감독직을 수행 중이다.